# Подегродзе (гмина)
Гмина Подегродзе (пол. Gmina Podegrodzie) — сельская гмина (волость) в Польше, входит как административная единица в Новосонченский повет, Малопольское воеводство. Население — 11 471 человек (на 2004 год).

## Сельские округа
1. Бжезна
2. Хохоровице
3. Длуголенка-Сверкля
4. Гоствица
5. Юрашова
6. Мокра-Весь
7. Нащовице
8. Ольшана
9. Ольшанка
10. Подегродзе
11. Поджече
12. Роги
13. Стадла